# Calle Barrling
Carl-Magnus "Calle" Barrling, född 28 juli 1953, är en svensk fotbollsspelare, fotbollstränare och förbundskapten.
Barrling har varit förbundskapten för Sveriges U19-damlandslag i fotboll sedan 2005 och vunnit EM-guld med dem 2012 och 2015. Under åren 2012-2017 var han även förbundskapten för Sveriges U23-damlandslag i fotboll. Fungerar sedan årsskiftet 2017/2018 som huvudtränare för Ljusdals damlag.
Han spelade allsvensk fotboll för Djurgårdens IF 1970 och avslutade spelarkarriären i Strömsbro IF 1984 och blev deras tränare säsongen efter. I Svenska Fotbollförbundet har han bland annat varit verksam som talangutvecklare och riksinstruktör innan han blev förbundskapten för U19-landslaget.